# Luigi II di Fiandra
Luigi II di Fiandra, noto anche come Luigi di Male o Luigi III d'Artois o Luigi I del Palatinato-Borgogna, in francese Louis II de Flandre (Male, 25 ottobre 1330 – Saint-Omer, 30 gennaio 1384), conte di Fiandra, di Nevers, di Rethel e, dal 1382, conte di Borgogna e di Artois.

## Origine
Nacque nel novembre 1330, nel castello di Mâle (presso Bruges), secondo il Iohannis de Thilrode Chronicon, dal Conte di Nevers (Luigi II), Conte di Rethel (Luigi II), Signore di Malines e Conte di Fiandra, Luigi I di Crécy (1304-1346), e da Margherita di Francia(1309-1382), che, come riportato dalla Continuatio Chronici Guillelmi de Nangiaco, era la figlia secondogenita del re di Francia e Re di Navarra, Filippo V il Lungo, e della Signora di Salins, contessa di Borgogna, Contessa di Chalon e Contessa d'Artois, Giovanna II, che, come ricordato dalla madre nel proprio testamento del 1328, Giovanna II era la figlia femmina primogenita del Signore di Salins, Conte di Chalon e Conte di Borgogna, Ottone IV e dalla futura contessa regnante d'Artois, Matilde di Artois, che secondo le Gesta Philippi Tertii Francorum Regis, era la figlia primogenita del conte d'Artois, Roberto II il Nobile (1250-1302) e della signora di Conches Amici di Courtenay figlia di Pietro di Courtenay (1218 - † 1250), signore di Conches e di Mehun, e di Petronilla di Joigny.
Luigi I di Crécy, secondo il Iohannis de Thilrode Chronicon, era l'unico figlio maschio del Conte di Nevers e Conte di Rethel, Signore di Malines, Luigi I di Nevers e della contessa Giovanna di Rethel (morta nel 1325), figlia di Ugo IV, Conte di Rethel, e di Isabella di Grandpré.

## Biografia
Suo padre, Luigi I, fu sempre leale col re di Francia, Filippo VI di Valois, tanto da rifiutare una offerta di alleanza (in chiave antifrancese) da parte del re d'Inghilterra, Edoardo III, che, contrariato, il 12 agosto 1336, proibì categoricamente l'esportazione della lana inglese nelle Fiandre, mettendo in crisi l'industria tessile fiamminga, e la città di Gand, che era sempre stata schierata dalla parte del conte, fu la prima ad abbandonarlo, si rese autonoma e mise a capo di questa nuova organizzazione Jacob van Artevelde, che, riuscì a persuadere gli altri centri fiamminghi a formare una coalizione, e che, dopo la fuga di Luigi I in Francia, il 26 gennaio 1340, a nome delle Fiandre, riconobbe Edoardo III legittimo erede di San Luigi e quindi legittimo re di Francia.
Luigi I fu fedele e leale con Filippo VI, tanto che, durante la guerra dei cent'anni, si schierò con il regno di Francia, mentre le Fiandre si erano schierate con gli inglesi e che, combattendo per la Francia, morì il 26 agosto 1346, nella battaglia di Crécy. A quella battaglia aveva preso parte anche Luigi di Male, che fu gravemente ferito.
A seguito della morte del padre Luigi di Male ereditò le contee paterne, divenendo conte di Fiandra, di Nevers e di Rethel, per il governo delle quali, per alcuni anni, ebbe il sostegno della madre, Margherita.
Nel 1347, contro il parere dei fiamminghi, che avrebbero preferito che sposasse una principessa del regno d'Inghilterra, con cui le Fiandre avevano un intenso scambio commerciale), Luigi di Male sposò Margherita del Brabante (1323-1368), figlia di Giovanni III del Brabante e Maria d'Évreux; nel 1346, poi confermato nel marzo del 1347, Luigi II si era fidanzato con Isabella, figlia secondogenita del re d'Inghilterra, Edoardo III, come viene confermato da un documento del 1346, l'impegno fu annullato prima del giugno 1347.
Dopo la morte di Artevelde (1346), le città fiamminghe si ribellarono al predominio della città di Gand, che non ottenne l'appoggio del re inglese e così, con l'appoggio del re di Francia, Filippo VI, Luigi di Male, dopo essere rientrato nelle Fiandre (1348), schiacciò i tessitori di Gand, nel gennaio del 1349, avendo così autorità su tutte le Fiandre. A questi avvenimenti seguirono 30 anni di pace e prosperità, anche perché Luigi II aveva compreso, che non poteva governare contro gli interessi dei fiamminghi filoinglesi, infatti sarebbe stato un vassallo assai tiepido per il re di Francia.
Il 5 dicembre 1355, morì il suocero, Giovanni III del Brabante, e gli succedette la figlia primogenita, Giovanna del Brabante, che, in seconde nozze, aveva sposato Venceslao I di Lussemburgo, fratellastro dell'imperatore, Carlo IV; Luigi pretese da Giovanna e Venceslao, la dote della moglie Margherita. Non essendo stato esaudito, occupò il Brabante nel corso del 1356, obbligando i cognati a rifugiarsi nel Limburgo. Nel 1357, ottenute le città di Anversa e Malines, fece pace coi cognati e restituì il ducato, mantenendo il titolo, e garantendo ai suoi discendenti il diritto di successione sui ducati di Brabante e Limburgo.
Luigi seguì una politica di equidistanza tra Francia ed Inghilterra, mantenendosi in equilibrio tra i due sovrani, che pur non tenendolo in grande stima, erano costretti a stare a patti con lui.
Luigi di Male portò avanti una politica matrimoniale con la casa di Borgogna, facendo sposare la sua unica figlia, Margherita di Male, nel 1357 al cugino (fu necessaria la dispensa papale), il conte di Borgogna (Franca Contea) e Artois e duca di Borgogna, Filippo di Rouvres, che era il pronipote di Margherita I di Borgogna, la madre di Luigi di Male.
Nel 1361, alla morte del pronipote, Filippo di Rouvres, Margherita I di Borgogna, per il fatto di essere la parente più prossima, ne ereditò i titoli, divenendo contessa di Borgogna e Artois, mentre il ducato di Borgogna tornò al re di Francia.
Nel 1368 Luigi rimase vedovo a seguito della morte di Margherita di Brabante, che fu sepolta a Lilla nella Collégiale Saint-Pierre de Lille.
Dopo che era rimasta vedova, Luigi pensò di sposare la figlia, Margherita di Male, ora ereditiera oltre che delle contee di Fiandra, di Nevers e di Rethel anche delle contee di Borgogna e di Artois, a Edmondo Plantageneto, uno dei figli del re d'Inghilterra, Edoardo III. Sia il papa Urbano V, che il re di Francia, Carlo V si opposero al progetto e Carlo V, cedendo i tre distretti valloni di Lilla, Douai e Orchies, alla contea delle Fiandre, indusse Luigi ad accettare un matrimonio tra sua figlia, Margherita di Male ed il fratello del re di Francia, il nuovo duca di Borgogna, Filippo II l'Ardito. Il matrimonio tra Margherita e Filippo II fu celebrato, nel 1369.
Nel 1379, i tessitori di Gand, si ribellarono nuovamente, mentre Bruges rimase fedele a Luigi, che pose il suo quartier generale proprio in Bruges. Gand si affidò alla guida di Philip van Artevelde (il figlio di Jacob van Artevelde), che dopo il fallimento delle trattative si mise a capo di una spedizione contro Bruges; il conte Luigi attaccò i rivoltosi in aperta campagna, ma venne respinto e Luigi riuscì a mettersi in salvo con grande difficoltà e Philip van Artevelde conquistò la città il 3 maggio 1382). Tutte le Fiandre, sino a Liegi, appoggiarono la rivolta. 
Luigi, con una fuga rocambolesca, si rifugiò a Lilla, dove, morta nel frattempo (9 maggio) la madre, Margherita di Francia, ereditò le contee di Borgogna e Artois e dove chiese aiuto al genero, il nuovo duca di Borgogna, Filippo II. Filippo accorse e, con l'aiuto del fratello, il nuovo re di Francia Carlo VI detto "il Beneamato", sconfisse le truppe ribelli (alle quali mancò l'appoggio del nuovo re d'Inghilterra, Riccardo II) a Roosebeke (27 novembre 1382), dove Van Artevelde morì, per soffocamento, schiacciato dai propri soldati assaliti dalle truppe francesi. Luigi rientrò in Bruges, ma si astenne dall'attaccare Gand, che, rifornita dagli inglesi, continuò a resistere.
Luigi morì, il 30 gennaio 1384, senza poter vedere la riconquista della città, che avvenne circa due anni dopo (dicembre 1385). A Luigi di Male, in tutti i suoi possedimenti succedette la figlia, Margherita di Male, assieme al marito, Filippo II l'Ardito.

## Matrimonio e discendenza
Nel 1347 Luigi aveva sposato Margherita del Brabante (1323-1368), figlia di Giovanni III del Brabante e Maria d'Évreux, che era figlia di Luigi conte d'Évreux e della moglie, Margherita d'Artois, figlia dell'erede della contea d'Artois, Filippo d'Artois e di Bianca di Bretagna.
Luigi da Margherita ebbe un'unica figlia:
- Margherita di Male[28] (1350-1405), contessa delle Fiandre, Nevers e Rethel e di Borgogna e Artois ed erede dei ducati di Brabante e Limburgo sposò il duca di Borgogna, Filippo II l'Ardito[15].

Luigi da diverse amanti di cui non si conoscono né il nome né gli ascendenti ebbe altri 15 figli (illegittimi).

## Ascendenza
|                            |                       |                            | Genitori                            |  |  | Nonni |  |  | Bisnonni                  |  |  | Trisnonni          |  |
|                            |                       |                            |                                     |  |  |       |  |  | Roberto III delle Fiandre |  |  | Guido di Dampierre |  |
|                            |                       |                            |                                     |  |  |       |  |  | Roberto III delle Fiandre |  |  | Guido di Dampierre |  |
|                            |                       | Matilde di Bèthune         |                                     |  |  |       |  |  | Roberto III delle Fiandre |  |  |                    |  |
| Luigi I di Nevers          |                       |                            |                                     |  |  |       |  |  | Roberto III delle Fiandre |  |  |                    |  |
|                            |                       | Iolanda di Borgogna-Nevers | Oddone di Borgogna, conte di Nevers |  |  |       |  |  |                           |  |  |                    |  |
|                            |                       | Iolanda di Borgogna-Nevers | Oddone di Borgogna, conte di Nevers |  |  |       |  |  |                           |  |  |                    |  |
|                            |                       | Iolanda di Borgogna-Nevers | Matilde II di Borbone               |  |  |       |  |  |                           |  |  |                    |  |
| Luigi I di Fiandra         |                       | Iolanda di Borgogna-Nevers |                                     |  |  |       |  |  |                           |  |  |                    |  |
|                            |                       | Hugh IV, conte di Rethel   | Manasses V, conte di Rethel         |  |  |       |  |  |                           |  |  |                    |  |
|                            |                       | Hugh IV, conte di Rethel   | Manasses V, conte di Rethel         |  |  |       |  |  |                           |  |  |                    |  |
|                            |                       | Hugh IV, conte di Rethel   | Elisabeth d'Ecry                    |  |  |       |  |  |                           |  |  |                    |  |
| Jeanne, contessa di Rethel |                       | Hugh IV, conte di Rethel   |                                     |  |  |       |  |  |                           |  |  |                    |  |
|                            |                       | Isabelle de Grandpré       | Henry V de Grandpré                 |  |  |       |  |  |                           |  |  |                    |  |
|                            |                       | Isabelle de Grandpré       | Henry V de Grandpré                 |  |  |       |  |  |                           |  |  |                    |  |
|                            |                       | Isabelle de Grandpré       | Isabeau de Brienne                  |  |  |       |  |  |                           |  |  |                    |  |
| Luigi II di Fiandra        |                       | Isabelle de Grandpré       |                                     |  |  |       |  |  |                           |  |  |                    |  |
|                            | Filippo IV di Francia | Filippo III di Francia     |                                     |  |  |       |  |  |                           |  |  |                    |  |
|                            | Filippo IV di Francia | Filippo III di Francia     |                                     |  |  |       |  |  |                           |  |  |                    |  |
|                            | Filippo IV di Francia | Isabel d'Aragona           |                                     |  |  |       |  |  |                           |  |  |                    |  |
| Filippo V di Francia       | Filippo IV di Francia |                            |                                     |  |  |       |  |  |                           |  |  |                    |  |
|                            |                       | Giovanna I di Navarra      | Enrico I di Navarra                 |  |  |       |  |  |                           |  |  |                    |  |
|                            |                       | Giovanna I di Navarra      | Enrico I di Navarra                 |  |  |       |  |  |                           |  |  |                    |  |
|                            |                       | Giovanna I di Navarra      | Bianca d'Artois                     |  |  |       |  |  |                           |  |  |                    |  |
| Margherita I di Borgogna   |                       | Giovanna I di Navarra      |                                     |  |  |       |  |  |                           |  |  |                    |  |
|                            |                       | Ottone IV di Borgogna      | Ugo di Châlon                       |  |  |       |  |  |                           |  |  |                    |  |
|                            |                       | Ottone IV di Borgogna      | Ugo di Châlon                       |  |  |       |  |  |                           |  |  |                    |  |
|                            |                       | Ottone IV di Borgogna      | Adelaide I di Borgogna              |  |  |       |  |  |                           |  |  |                    |  |
| Giovanna II di Borgogna    |                       | Ottone IV di Borgogna      |                                     |  |  |       |  |  |                           |  |  |                    |  |
|                            |                       | Mahaut d'Artois            | Roberto II d'Artois                 |  |  |       |  |  |                           |  |  |                    |  |
|                            |                       | Mahaut d'Artois            | Roberto II d'Artois                 |  |  |       |  |  |                           |  |  |                    |  |
|                            |                       | Mahaut d'Artois            | Amicie de Courtenay                 |  |  |       |  |  |                           |  |  |                    |  |
|                            |                       | Mahaut d'Artois            |                                     |  |  |       |  |  |                           |  |  |                    |  |

### Fonti primarie
- (LA)  Monumenta Germaniae Historica, Scriptores, tomus XXV.
- (LA)  Chronique des ducs de Brabant, Volume 2.
- (LA)  Recueil des historiens des Gaules et de la France. Tome 20.
- (FR)  Recueil des historiens des Gaules et de la France. Tome 21.
- (FR)  Diplomatum Belgicorum nova collectio, sive supplementum ad opera diplomatica Auberti Miræi (Brussels), Tome IV.
- (LA)  Histoire généalogique de la Maison royale de Courtenay.

### Letteratura storiografica
- A. Coville, "Francia. La guerra dei cent'anni (fino al 1380)", cap. XVI, vol. VI (Declino dell'impero e del papato e sviluppo degli stati nazionali) della Storia del Mondo Medievale, 1980, pp. 608–641.
- A. Coville, "Francia: armagnacchi e borgognoni (1380-1422)", cap. XVII, vol. VI (Declino dell'impero e del papato e sviluppo degli stati nazionali) della Storia del Mondo Medievale, 1980, pp. 642–672.
- Bernard L. Manning, "Inghilterra: Edoardo III e Riccardo II", cap. XIX, vol. VI (Declino dell'impero e del papato e sviluppo degli stati nazionali) della Storia del Mondo Medievale, 1980, pp. 718–783.
- Paul Fournier, "Il regno di Borgogna o d'Arles dal XI al XV secolo", cap. XI, vol. VII (L'autunno del Medioevo e la nascita del mondo moderno) della Storia del Mondo Medievale, 1981, pp. 383–410.
- Henry Pirenne, "I Paesi Bassi", cap. XII, vol. VII (L'autunno del Medioevo e la nascita del mondo moderno) della Storia del Mondo Medievale, 1981, pp. 411–444.
- (FR)  Chroniques des ducs de Brabant, composées par Adrian de Barland.
- (FR)  Histoire généalogique des ducs de Bourgogne de la maison de France.
- (FR)  Trophées tant sacrés que profanes du duché de Brabant.